# Escut de Vallmoll
L'escut oficial de Vallmoll té el següent blasonament:
Escut caironat: d'or, tres molls de gules ullats d'or nedant; el del centre contornat. Per timbre, una corona de baró.

## Història
Va ser aprovat el 7 de febrer de 1994 i publicat al DOGC 21 del mateix mes amb el número 1863.
Els tres molls són un senyal parlant tradicional relatiu al nom de la població. El castell de la localitat va esdevenir, al segle xv, el centre de la baronia de Vallmoll, i això és representat per la corona de baró.